# Adolf Meyer (Mediziner)

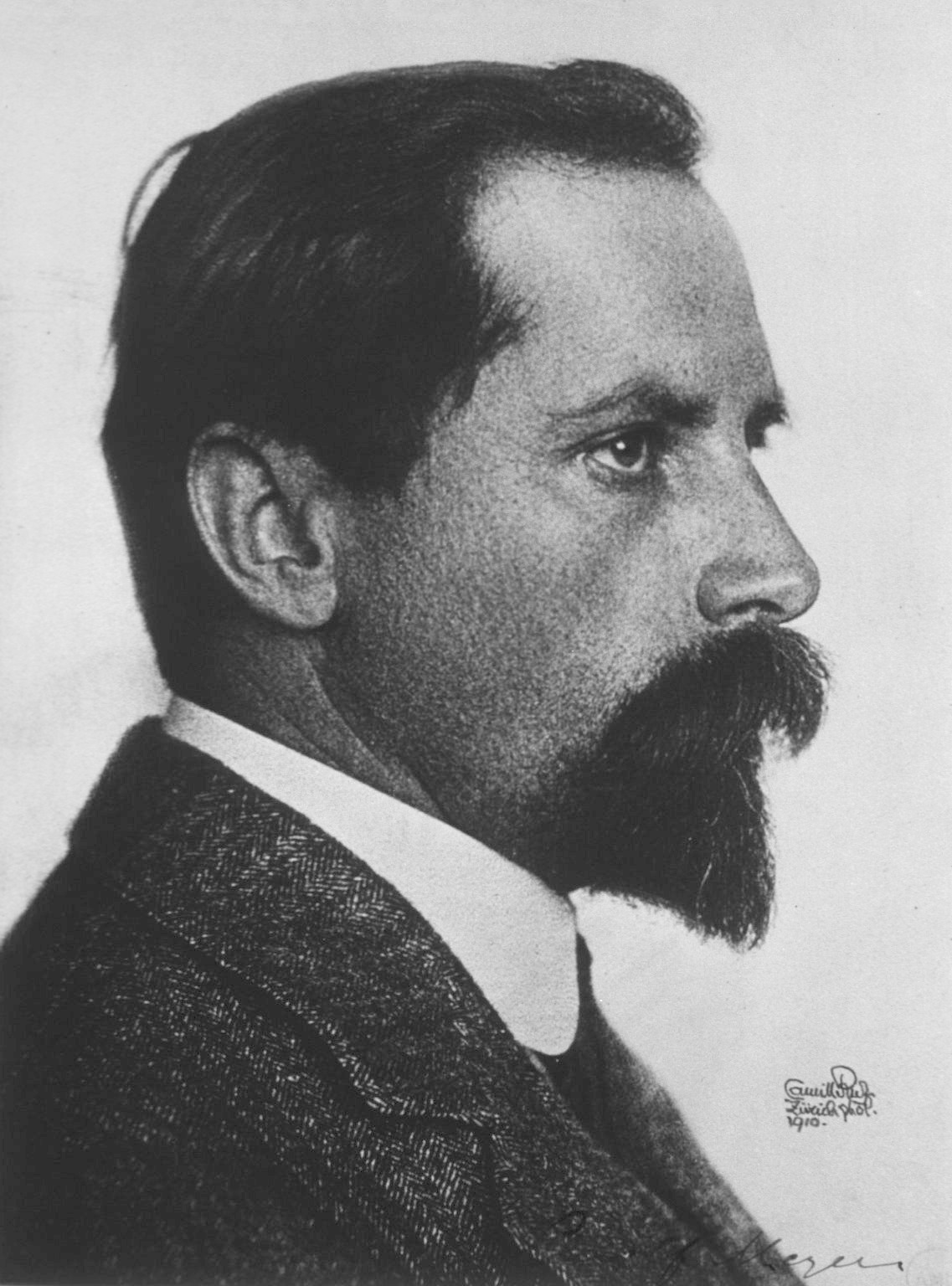
Adolf Meyer (1910)

Adolf Meyer (* 13. September 1866 in Niederweningen, Kanton Zürich; † 17. März 1950 in Baltimore) war ein schweizerisch-US-amerikanischer Psychiater.

## Leben
Meyer studierte an der Universität Zürich Psychiatrie bei Auguste Forel und Neuropathologie bei Constantin von Monakow. Er wurde am 16. Dezember 1892 mit der Dissertation Über das Vorderhirn einiger Reptilien promoviert und spezialisierte sich anschließend als Neuropathologe.
Da er an der Universität Zürich keine Anstellung fand, emigrierte er 1892 in die USA. Er praktizierte zuerst als Neurologe und lehrte an der Universität von Chicago, wo er mit den Ideen der Chicagoer Funktionalisten in Berührung kam. Von 1893 bis 1895 war er Pathologe an der neuen psychiatrischen Klinik in Kankakee, Illinois. Anschließend arbeitete er an der staatlichen Klinik in Worcester, Massachusetts. Er veröffentlichte viele Artikel über Neurologie, Neuropathologie und Psychiatrie. 1902 wurde er Direktor am pathologischen Institut, „The Psychiatric Institute“, des New York State Hospital System.
Er beeinflusste die amerikanische Psychiatrie maßgeblich, in die er das Klassifikationssystem Emil Kraepelins einführte, auf die Bedeutung detaillierter Krankengeschichten und die Möglichkeiten der Psychoanalyse hinwies. Meyer übernahm Sigmund Freuds Ideen über die Bedeutung der Sexualität und den Einfluss der frühen Kindheit auf die Persönlichkeit des Erwachsenen. Meyer war von 1904 bis 1909 Professor für Psychiatrie an der Cornell University und von 1910 bis 1941 an der Johns Hopkins University. Die Analytikerin Else Pappenheim war eine von vielen, die von Meyer in dieser Zeit unterrichtet wurde. Seit ihrer Gründung 1913 war er zugleich Rektor der Henry Phipps Psychiatric Clinic. Im Jahr 1927 wurde er zum Mitglied der Leopoldina gewählt. Er war Gründungsmitglied der American Psychoanalytic Association im Mai 1911.

## Werk
Meyer schrieb keine Bücher. Sein Einfluss auf die amerikanische Psychiatrie erfolgte durch seine zahlreichen veröffentlichten Artikel und über seine Studenten an der Manhattan State und vor allem der Johns Hopkins University.
Sein hauptsächlicher Beitrag zur Entwicklung der Psychiatrie waren seine Ideen zur Psychobiologie, mit denen er einen Zugang zu den psychiatrischen Patienten suchte, der sich auf relevante biologische, psychologische und soziale Faktoren bezog. Er war der damals unzeitgemässen Auffassung, dass jedes menschliche Verhalten in Gesundheit und Krankheit eine Antwort und versuchte Lösung der Lebensfragen bedeute. In diesem Sinne musste auch das Verhalten schizophrener Patienten irgendwie sinnvoll sein, und es war viel mehr der Fehler des Psychiaters als des Patienten, dass sich die beiden nicht verstanden. Meyers „dynamisches Konzept“ veranlassten Harry Stack Sullivan nach den eigentlichen schwer verständlichen Zielen und Absichten seiner Patienten zu forschen und er fand Wege, um die sogenannten „unheilbaren Geisteskranken“ rein psychotherapeutisch heilen zu können.
Er legte besonderes Gewicht auf das Anlegen von detaillierten Fallgeschichten, in denen die sozialen und umfeldbezogenen Hintergründe der Erziehung des Patienten untersucht wurden. Er glaubte, dass Nervenkrankheiten eher das Resultat einer Persönlichkeitsstörung als einer Hirnkrankheit seien. Seine Betonung der sozialen Faktoren hatte starken Einfluss auf die amerikanische Psychiatrie.
Er prägte den Begriff „Mental Hygiene“ und gehörte einer gleichnamigen Bewegung an. Zudem war er Mitglied der Eugenics society.
Er war der Ansicht, dass der Lebensstil und alltägliche Beschäftigungen sich auf Gesundheit und Krankheit auswirken, und prägte dadurch die Disziplin der Ergotherapie.

## Ehrungen
Seit dem Sommer 2020 trägt ein Hörsaal des Departements Gesundheit der Zürcher Hochschule für Angewandte Wissenschaften den Namen Adolf Meyer.
Die Meyersche Schleife, als Teil der neuronalen Nervenbahn, wurde nach ihm benannt.

## Werke
- The Commonsense Psychiatry of Dr. Adolf Meyer. Fifty-two selected papers. Hrsg. von Alfred Lief. McGraw-Hill, New York 1948.
- The Collected Papers of Adolf Meyer. Hrsg. von Eunice E. Winters. 4 Bde., Johns Hopkins press, Baltimore 1950–52.
- Psychobiology. A science of man. Hrsg. von  Eunice E. Winters; Anna Mae Bowers. Thomas, Springfield, Ill. 1957.